# Волков, Александр Иванович (1916)
Алекса́ндр Ива́нович Во́лков (1916 — 15 января 1944) — Герой Советского Союза, командир взвода 131-го гвардейского стрелкового полка (45-я гвардейская стрелковая дивизия, 42-я армия, Ленинградский фронт), гвардии младший лейтенант.

## Биография
Александр Иванович Волков родился в 1916 году в деревне Хотицы, ныне Псковского района Псковской области, в семье крестьянина. Русский.
Окончил среднюю школу, работал слесарем на заводе в Пскове.
В Советской Армии с 1937, окончил курсы младших лейтенантов. Член ВКП(б) с 1939 года.
Участник Великой Отечественной войны с 1941. Сражался на Ленинградском фронте. Принимал участие уже в первых боях на подступах к Ленинграду. Почти все 900 блокадных дней находился на его защите.
Командир взвода 131-го гвардейского стрелкового полка гвардии младший лейтенант Александр Волков 15 января 1944 года в бою в районе деревни Рехколово (Ленинградского горсовета) закрыл своим телом амбразуру вражеского пулемётного дзота, чем содействовал выполнению боевой задачи подразделением.
Похоронен в Ленинграде в братской могиле на воинском кладбище «Высота Меридиан» (парк Пулковской обсерватории на Пулковских высотах).

## Награды
- Звание Героя Советского Союза присвоено 5 октября 1944 года посмертно.
- Награждён орденом Ленина, медалями.

## Память
- Имя Героя носит улица в Пскове.
- Его имя увековечено на мемориальной стене Пискарёвского кладбища в Санкт-Петербурге.
- В Пскове у д. 108 на ул. Л. Поземского установлена памятная стела, на которой выбиты имена работников Псковской канатной фабрики, погибших в боях с немецко-фашистскими захватчиками, включая имя А.И. Волкова.

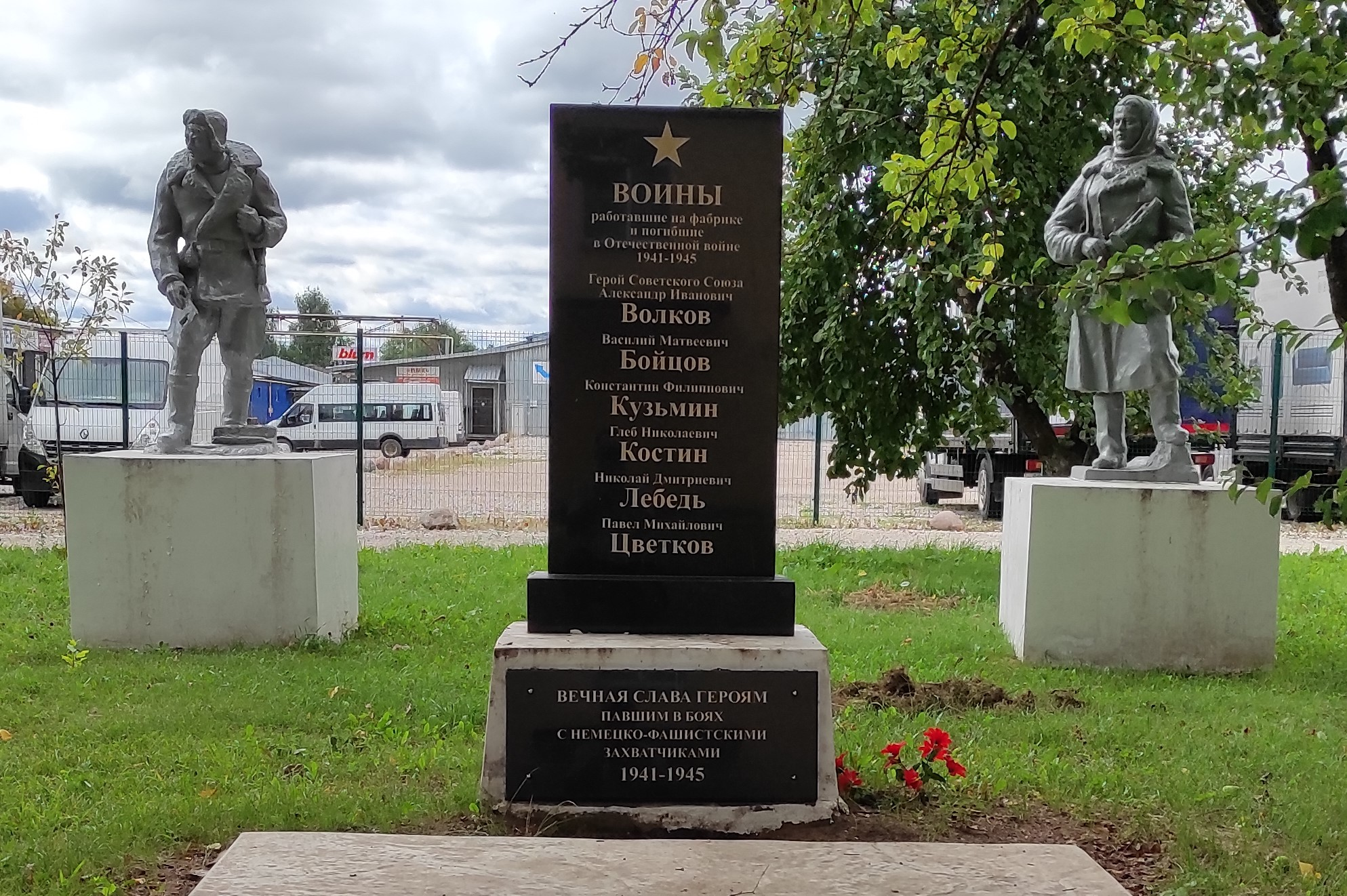
Стела в Пскове, на которой упомянуто имя А.И. Волкова

- Приказом Министра обороны СССР А. И. Волков навечно зачислен в списки личного состава воинской части 02511. В воинской части 02511 138 ОМСБр 3 МСБ в начале каждой вечерней поверки произносят «Младший лейтенант Волков», после чего один из солдат отвечает: «Герой Советского Союза, пал смертью храбрых, защищая свободу и независимость нашей Родины. Навеки зачислен в списки 7-й мотострелковой роты».
- Имя Героя Советского Союза А.И. Волкова носила Пионерская дружина Писковской средней школы Псковского района. В настоящее время у входа в школу стоит памятник Герою.